# Bonita Springs
Pour les articles homonymes, voir Bonita.
Bonita Springs est une ville américaine du comté de Lee, en Floride. En 2010, elle comptait 43 914 habitants.

## Démographie
| 1940 | 1970  | 1980  | 1990   | 2000   | 2010   |
| ---- | ----- | ----- | ------ | ------ | ------ |
| 356  | 1 932 | 5 435 | 13 600 | 32 797 | 43 914 |

## Source
- (en) Cet article est partiellement ou en totalité issu de l’article de Wikipédia en anglais intitulé « Bonita Springs, Florida » (voir la liste des auteurs).